# Segura de la Sierra
Segura de la Sierra é um município da Espanha na província de Jaén, comunidade autónoma da Andaluzia, de área 224 km² com população de 1771 habitantes (2005) e densidade populacional de 8,26 hab/km².

## Demografia
| Variação demográfica do município entre 1991 e 2004 | Variação demográfica do município entre 1991 e 2004 | Variação demográfica do município entre 1991 e 2004 | Variação demográfica do município entre 1991 e 2004 |
| --------------------------------------------------- | --------------------------------------------------- | --------------------------------------------------- | --------------------------------------------------- |
| 1991                                                | 1996                                                | 2001                                                | 2004                                                |
| 2319                                                | 2196                                                | 2183                                                | 1860                                                |